# Jul i Tøyengata
Jul i Tøyengata (Español: Navidad en la Calle de Tøyen) es un calendario de Adviento de televisión noruego creado por el humorista noruego Zahid Ali. Fue transmitido en TVNorge en el año 2007. El programa es una parodia de otro calendario noruego, Jul i Skomakergata, emitido en 1979, y está ambientado en Tøyen, Oslo .
El programa recibió una valuación 4 de 6 en Verdens Gang, 3 en Dagbladet  y otra crítica mediocre en Dagens Næringsliv . En Noruega, las críticas son puntuados como una tirada de dados: mientras en lo mayoría de países es de cinco estrellas, allí es de seis.

## Elenco
- Zahid Ali - Zapatero Ali, Konnerud
- Nikis Theophilakis - Naeem
- Morten Rudå - Varberg
- Siw Anita Andersen - Iram
- Bodil Lahelle - Sra. Konnerud
- Robert Gustafsson - Radko
- Øystein Martinsen - Abel Seidelbaum
- Los tres africanos: Buntu Pupa, Banthata Mukguatsane y Jimu Makurumbandi